# Metarranthis foedaria
Metarranthis foedaria är en fjärilsart som beskrevs av Walker 1866. Metarranthis foedaria ingår i släktet Metarranthis och familjen mätare. Inga underarter finns listade i Catalogue of Life.